# 海格氏徵象
海格氏徵象是女性懷孕的醫學徵象之一，不過不是每個懷孕女性都有海格氏徵象　海格氏徵象主要和子宮頸和子宫峡部有關，特點是子宫峡部特別柔軟，峡部中間的通道因受擠壓而幾乎消失，子宮頸和子宫看似不相連，變成分開的兩個區域。
海格氏徵象一般是在懷孕四到六週時開始，徵象會在懷孕十二週時消失，若是多產次的婦女，較不容易出現海格氏徵象。
在1895年時, 德國的婦產科醫生恩斯特·路德维希·阿尔弗雷德·海格首次反覆的論證及說明此徵象，海格認為他的助手Reinl在1884年就描述過此徵象。

## 延伸閱讀
- E. Sonntag Das Hegar'sche Schwangerschaftzeichen Leipzig, 1892. Ca. 20 pp. Sammlung Klinischer Vorträge herausgegeben, Leipzig, Neue Folge no. 58.

- A. Hegar  Diagnose der frühesten Schwangerschaftsperiode Deutsche Medizinische Wochenschrift, Berlin, 1895, 21 (35): 565-567.